# À propos de Buñuel
Pour plus de détails, voir Fiche technique et Distribution.
À propos de Buñuel est un documentaire de José Luis López-Linares et Javier Rioyo réalisé en 2000.

## Synopsis
Documentaire sur Luis Buñuel.

## Fiche technique
- Titre original : A propósito de Buñuel
- Titre français : À propos de Buñuel
- Réalisation : José Luis López-Linares et Javier Rioyo
- Scénario : Agustín Sánchez Vidal
- Production : Jorge Sánchez
  - Producteurs exécutifs : Frida Torresblanco pour la France, Jorge Sánchez et José Luis López-Linares pour l'Espagne, et Laura Imperiale pour le Mexique
- Musique originale : Mauricio Villavecchia
- Photographie : José Luis López-Linares
- Montage : Fidel Collados
- Genre : documentaire
- Pays :  Mexique,  Espagne,  États-Unis,  France
- Durée : 103 minutes
- Langue : espagnol
- Dates de sortie : 
  - Espagne : 25 février 2000 (Madrid)
  - Mexique : 9 juin 2000

## Distribution
- Jean-Pierre Cassel
- Michael Lonsdale
- Ernesto Alonso
- Jacqueline Andere
- Pedro Armendáriz Jr.
- Stéphane Audran
- José Luis Barros
- José Bello
- Lucia Bosé
- Carole Bouquet
- Conchita Buñuel
- Juan Luis Buñuel (fils de Luis Buñuel)